# Sabratge

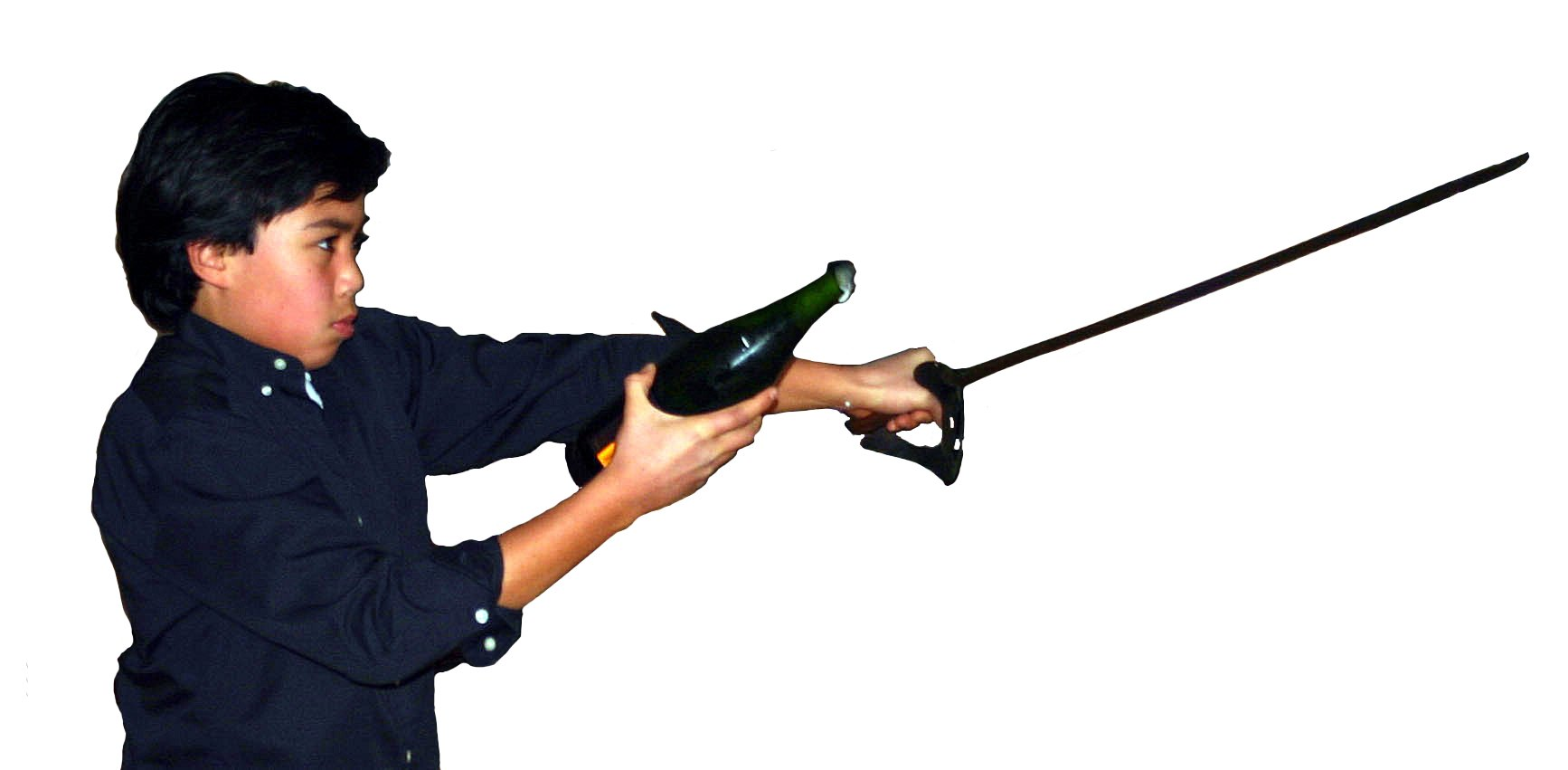
Sabratge d'una ampolla de xampany.

Sabratge és una tècnica per obrir una ampolla de xampany amb un sabre. S'utilitza en ocasions cerimonials. El sabre llisca pel cos de l'ampolla cap a la boca. La força de la fulla que copeja el coll trenca el vidre, separant la part superior del coll de la resta de l'ampolla. El suro i la corona romanen junts després de la ruptura del coll.

## Història
Aquesta tècnica s'hauria popularitzat a França quan l'exèrcit de Napoleó Bonaparte va visitar molts dels dominis aristocràtics, poc després de la Revolució Francesa. El sabre era l'arma predilecta de la cavalleria de Napoleó, els hússars. Les espectaculars victòries de Napoleó a través de tota l'Europa els van donar molts motius per celebrar. En aquestes festes la cavalleria obria el xampany amb els seus sabres. Això probablement hagi estat encoratjat per Napoleó, qui hauria dit: "Xampany! En la victòria un ho mereix; en la derrota un ho necessita".

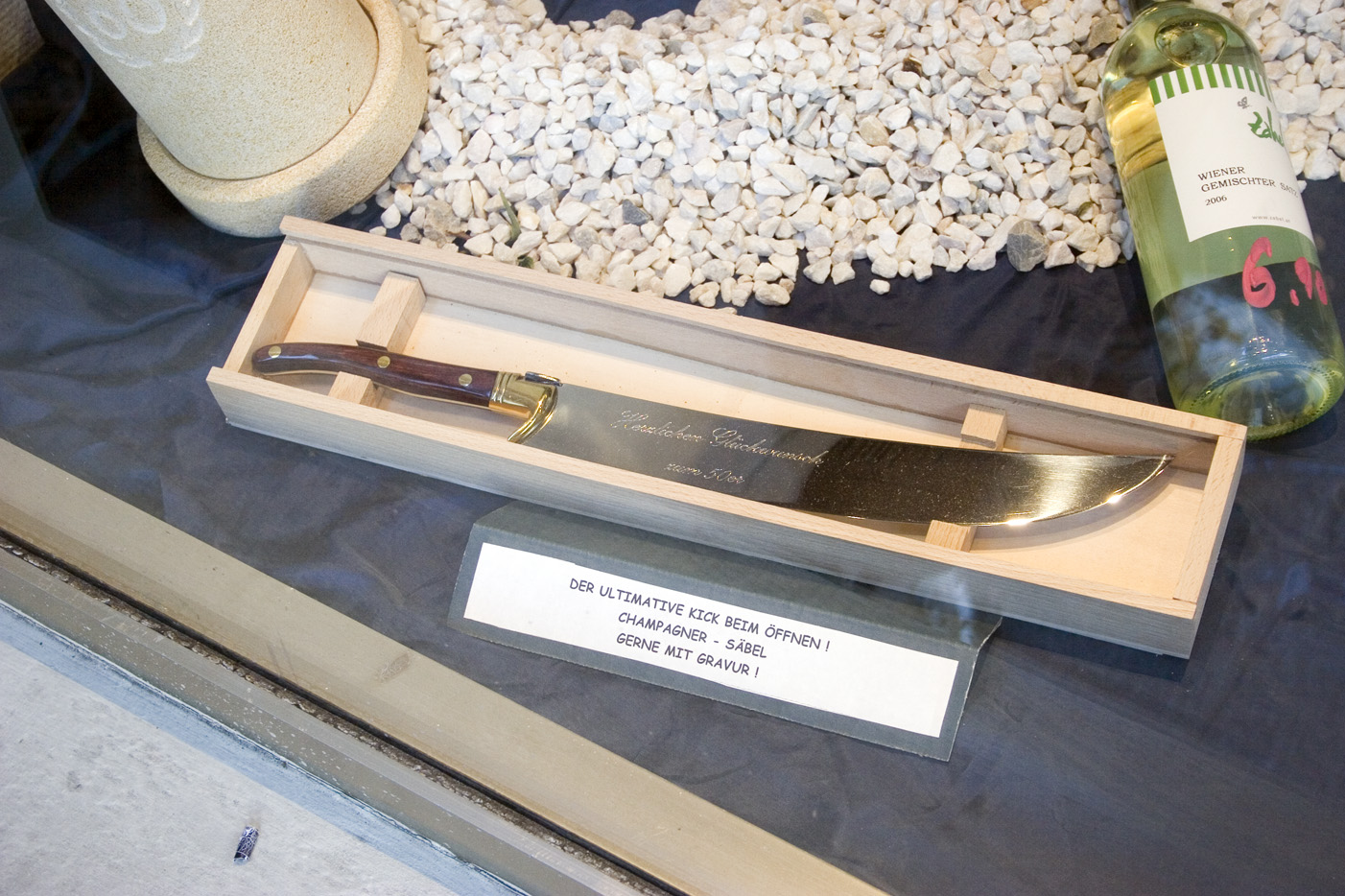
Sabre per obrir xampany.

Hi ha moltes històries sobre aquesta tradició. Una d'elles parla de Madame Clicquot Ponsardin, qui hauria heretat la seva petita casa de Champaña del seu marit als 27 anys. Ella entretenia als oficials de Napoleó en la seva vinya, els qui sortien a primera hora del matí amb les seves ampolles de xampany i les obrien amb el seu sabre per impressionar a la jove vídua.